# Atemptat d'Afrin de 2020
En la tarda del 28 d'abril de 2020, es va produir un atemptat amb un camió bomba a pocs metres de la residència del governador al carrer Raju a Afrin, en la governació d'Alep, actualment sota l'ocupació turca del nord de Síria. Una bomba en un camió cisterna va ser detonada en un mercat a l'aire lliure en Souk Ali, en el centre de la ciutat. Segons el governador de la veïna província de Hatay, a l'altre costat de la frontera turca, es creu que l'explosió va ser causada per l'aparell d'un camió cisterna amb granades de mà. En l'atac van morir almenys 53 civils (inclosos 11 nens) i 12 combatents de l'Exèrcit Nacional de Síria, secundats per Turquia, i van ferir a més de 50 persones. Moltes persones, juntament amb les quals van quedar atrapades en els seus cotxes, van morir cremades a conseqüència de l'explosió, segons van revelar activistes sirians.

## Responsabilitat
El govern turc va culpar a les Unitats de Protecció Popular (YPG). El Consell Democràtic Sirià i el comandant en cap de les Forces Democràtiques Sirianes, Mazloum Abdi, van condemnar l'atemptat i van culpar a la política turca, assenyalant que "bandes armades per Turquia" havien participat en atacs similars.
Segons el periòdic marxista alemany Junge Welt, la naturalesa de l'atac i les recents tensions suggereixen un grup gihadista. Els enfrontaments entre les milícies gihadistes de l'Exèrcit Nacional de Síria són freqüents a les regions d'Afrin i Idleb. Recentment han tornat a sorgir importants tensions entre Tahrir al-Xam (HTS), la principal força rebel gihadista en Idleb, i el govern turc. El HTS ha acusat a Ankara de traïció des de l'alto el foc rus-turc acordat a principis de març de 2020. La setmana anterior a l'atemptat d'Afrin, els milicians van destruir un tanc turc mentre que la Força Aèria Turca suposadament va destruir una base del HTS amb avions no tripulats.